# Jared Bernstein
Jared Bernstein, né le 26 décembre 1955 est un haut fonctionnaire américain qui préside le Council of Economic Advisers (CEA) des États-Unis. De 2009 à 2011, il est économiste en chef et conseiller économique du vice-président Joe Biden, au sein de l'administration Obama.
En février 2023, Jared Bernstein est nommé par le président Joe Biden au poste de président du CEA.

## Biographie

### Jeunesse et études
Jared Bernstein grandit dans ce qu'il qualifie d'une « famille de musiciens ». Il aspire dans sa jeunesse à devenir musicien professionnel. Il obtient sa licence en musique au sein de la Manhattan School of Music, où il a étudié la contrebasse auprès d'Orin O'Brien.
Il a également obtenu un master en Social work au Hunter College, ainsi qu'un doctorat en Social work à l'université Columbia en 1994,. À Columbia, son directeur de thèse était Irwin Garfinkel.

### Parcours professoral
Jared Bernstein a enseigné à l'université Howard, à l'université Columbia, et à la New York University. Il s'intéresse tout particulièrement aux « politiques économiques fédérales, étatiques et internationales, en particulier [à] la compression de la classe moyenne, aux inégalités de revenu à la mobilité sociale ». Il est connu pour sa critique des accords de libre-échange, tels que l'accord de libre-échange nord-américain (ALENA).

### Parcours professionnel

#### De l'Economic Policy Institute à la vice-présidence des Etats-Unis

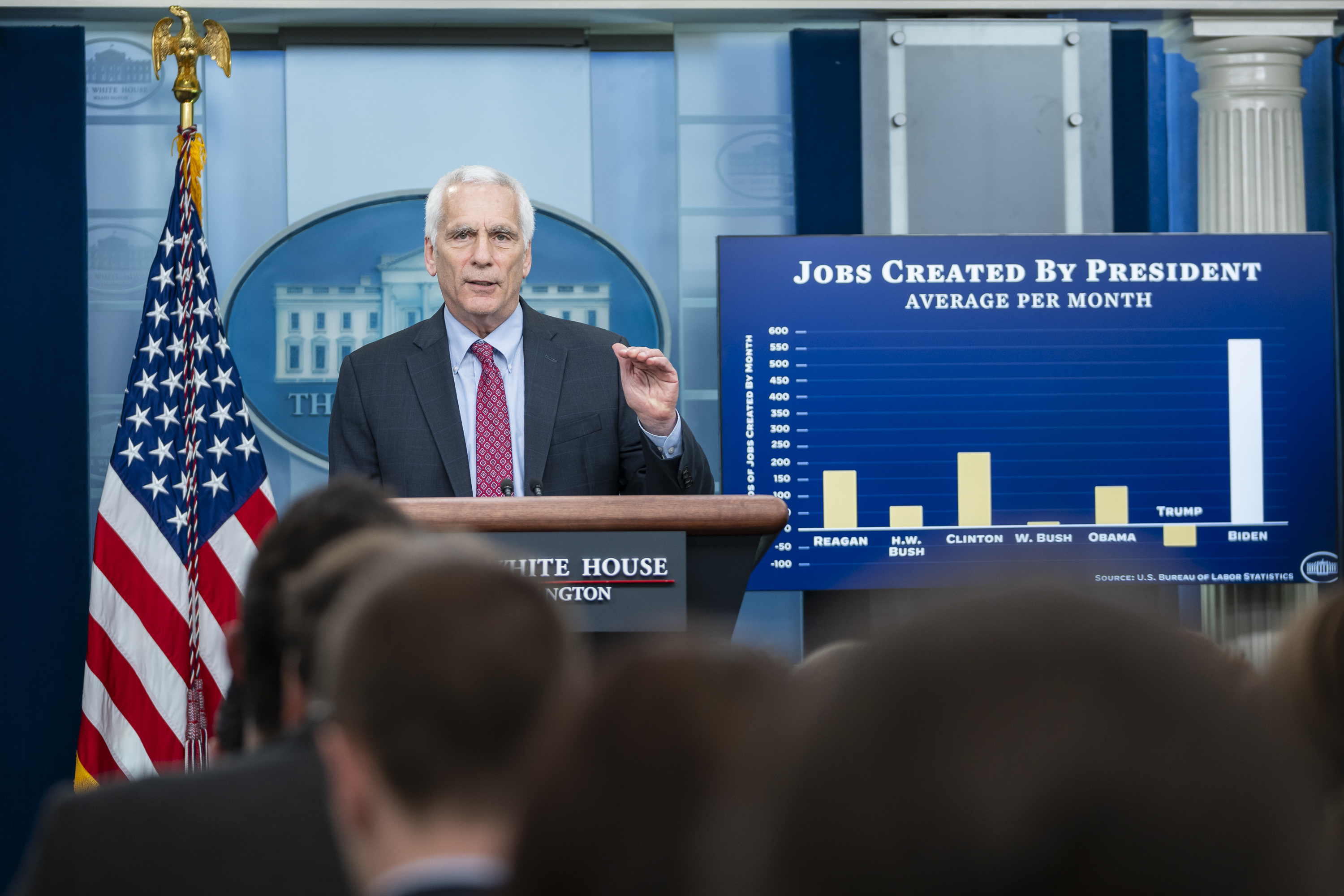
Jared Bernstein dans la salle de conférence de presse James S. Brady de la Maison-Blanche, le 1er avril 2022.

Jared Bernstein travaille à partir de 1992 au sein de l'Economic Policy Institute (EPI), groupe de réflexion de gauche axé sur les questions relatives aux travailleurs à revenus faibles et moyens. De 1995 à 1996, il travaille au département du Travail des États-Unis en tant qu'économiste en chef adjoint. Il retourne ensuite au sein de l'EPI en tant qu’économiste principal et directeur du programme sur les niveaux de vie. Joe Biden le recrute ensuite dans son équipe ; son poste au sein du personnel vice-présidentiel est créé pour lui en raison de « la nature critique des défis économiques auxquels l'Amérique est confrontée ». Lors de sa nomination, certains journalistes ont affirmé qu'elle « contrastait fortement avec les vues plus centristes de nombreux conseillers économiques du président élu Barack Obama ».

#### Administration Biden
Le 5 septembre 2020, la nomination de Jared Bernstein comme membre du conseil consultatif de l'équipe de transition de Biden et de Kamala Harris est annoncée. Il participe à la planification de la transition présidentielle,. Biden choisit plus tard Bernstein pour siéger au Council of Economic Advisers.
En février 2023, Jared Bernstein est nommé président de l'institution, remplaçant Cecilia Rouse,.